# 24-Stunden-Rennen von Spa-Francorchamps 1928

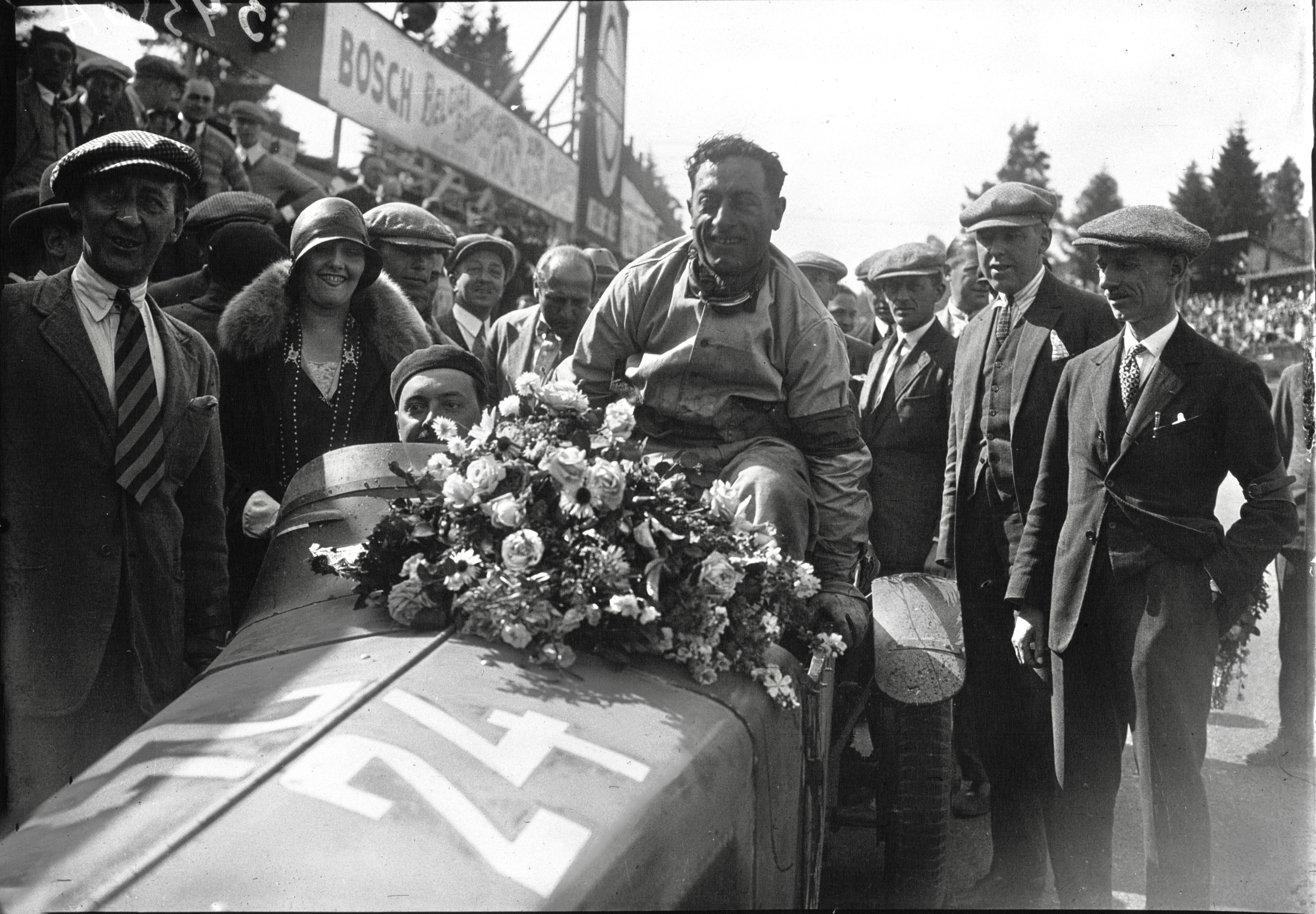
Boris Iwanowski (am Steuer) und Attilio Marinoni und der siegreiche Alfa Romeo 6C 1500 SS

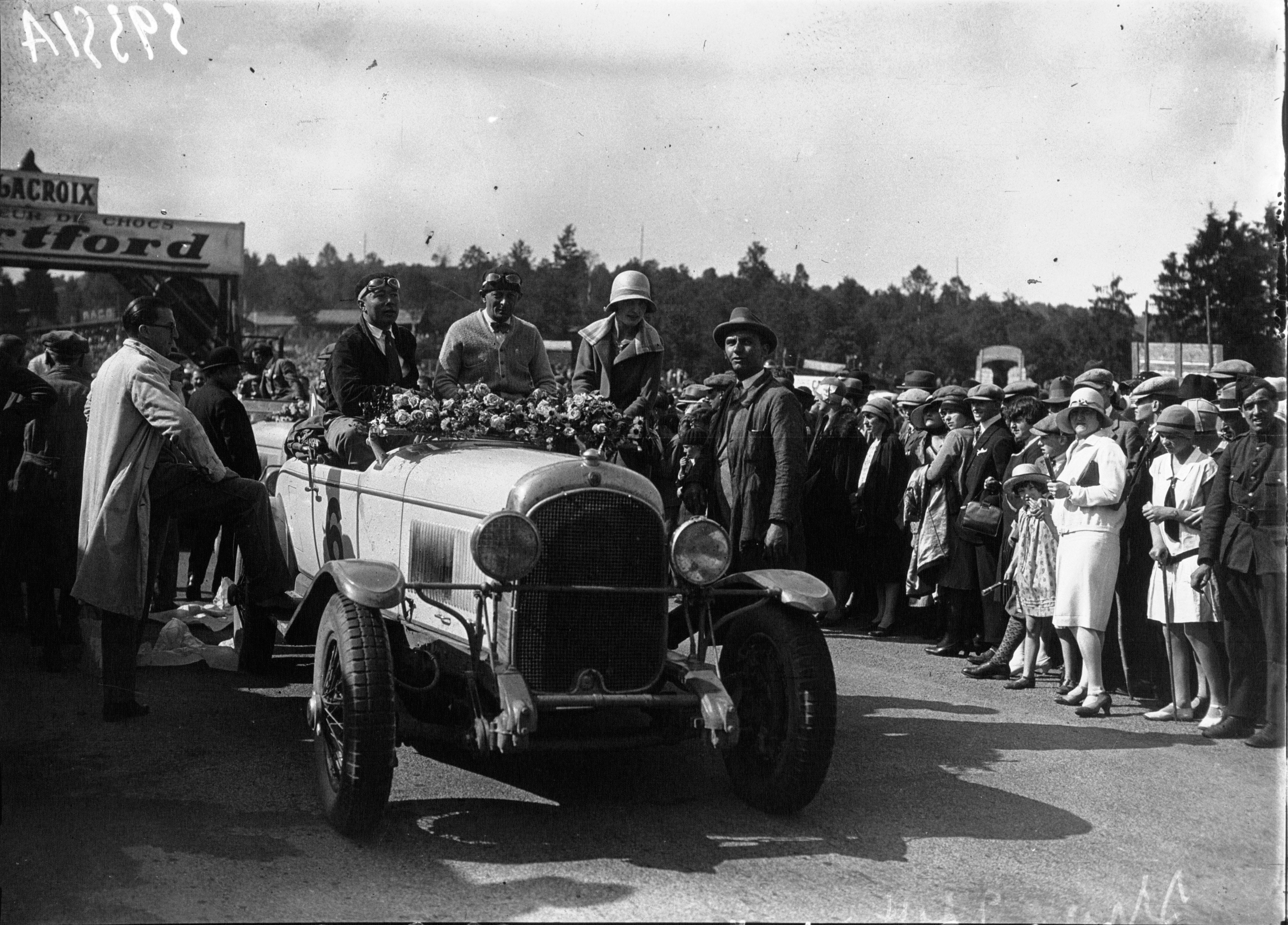
Die zweitplatzierten Cyril de Vère und Marcel Mongin im Chrysler 72 Six

Das fünfte 24-Stunden-Rennen von Spa-Francorchamps, auch Belgian Touring Car Grand Prix, 24 heures de Spa, fand am 8. und 9. Juli 1928 auf dem Circuit de Spa-Francorchamps statt.

## Das Rennen
1928 starteten erstmals Rennfahrzeuge von Alfa Romeo und Bugatti beim 24-Stunden-Rennen von Spa-Francorchamps. Die beiden gemeldeten Alfa Romeo 6C 1500 SS waren Werkswagen und wurden von den Teams Boris Iwanowski/Attilio Marinoni sowie Luigi Chinetti/Raymond Sommer gefahren. Auch zwei der fünf am Start stehenden Bugatti waren Werkswagen. Fahrer der Bugatti T 43 waren Joseph Reinartz, Freddy Charlier, Fernard Delzaert und Nicolas Caerels. Am Start waren auch die beim 24-Stunden-Rennen in Le Mans erfolgreichen Chrysler 72 Six der Grand Garage Saint-Didier Paris. Piloten waren unter anderen Cyril de Vère, Marcel Mongin, Goffredo Zehender, Jacques Ledure, Henri Stoffel und André Rossignol.
1928 gab es den ersten schweren Unfall. Um 6 Uhr morgens fuhr der von Joseph Dubois gefahrene Auburn bei der Anfahrt zum Streckenabschnitt Burnenville bei hoher Geschwindigkeit in das Heck des Georges-Irat Type 4A Sport von Telesphore Georges. Der Georges Irat drehte sich mehrmals um die eigene Achse und der Auburn prallte gegen einen Baum. Während Georges unverletzt blieb, erlitt Dubois schwere Verletzungen.
Zu Beginn des Rennens lösten sich die beiden Werks-Bugattis mit den Alfa Romeos an der Spitze der Wertung ab. Nach 12 Stunden Fahrzeit war nur noch der Alfa Romeo von Iwanowski und Marinoni im Rennen, die ungefährdet zum Gesamtsieg fuhren. Eine große fahrerische Leistung vollbrachte Frédéric Théllusson, der allein fahrend auf einem Sénéchal die Rennklasse bis 0,75 Liter Hubraum gewann.

## Ergebnisse

### Schlussklassement
| 1               | 1.5   | 24 | Soc. Anon. Alfa Romeo               | Boris Iwanowski Attilio Marinoni          | Alfa Romeo 6C 1500 SS      | 166 |
| 2               | + 3.0 | 6  | Grand Garage Saint-Didier Paris     | Cyril de Vère Marcel Mongin               | Chrysler 72 Six            | 150 |
| 3               | + 3.0 | 4  | Grand Garage Saint-Didier Paris     | Goffredo Zehender Jacques Ledure          | Chrysler 72 Six            | 148 |
| 4               | 2.0   | 15 | Automobiles Georges Irat            | Émile Burie Maurice Rost                  | Georges-Irat Type 4A Sport | 145 |
| 5               | 3.0   | 11 |                                     | Franz Gouvion Conde Legrelle              | Lancia Lambda              | 140 |
| 6               | + 3.0 | 5  | Grand Garage Saint-Didier Paris     | Henri Stoffel André Rossignol             | Chrysler 72 Six            | 137 |
| 7               | 1.5   | 21 |                                     | Alphonse Evrard Barthélémy Bruyère        | Bugatti T37                | 135 |
| 8               | 1.1   | 33 | Société des Automobile Ariès        | Arthur Duray Roger Delano                 | Ariés CC4                  | 126 |
| 9               | 2.0   | 18 | Automobiles Georges Irat            | Ernest André Compte Kervijn de Lettenhove | Georges-Irat Type 4A Sport | 125 |
| 10              | 1.5   | 23 |                                     | Franz Breyre Émile Cornet                 | Chenard & Walcker          | 124 |
| 11              | 1.1   | 31 | Société des Automobile Ariès        | Robert Laly Louis Rigal                   | Ariès Type S GP2 Surbaisée | 122 |
| 12              | + 3.0 | 7  | Grand Garage Saint-Didier Paris     | Hommel Henri Springuel                    | Chrysler 72 Six            | 118 |
| 13              | 2.0   | 19 |                                     | Barette Symons                            | Ballot                     | 115 |
| 14              | 1.1   | 34 |                                     | Taosch Simance                            | SCAP                       | 106 |
| 15              | 750   | 36 | Société Industrielle et Commerciale | Frédéric Théllusson                       | Sénéchal                   | 94  |
| Nicht klassiert |       |    |                                     |                                           |                            |     |
| 16              | + 3.0 | 8  | Grand Garage Saint-Didier Paris     | Saint Agnes Paul Gros                     | Chrysler 72 Six            |     |
| 17              | 1.1   | 32 |                                     | Hasche Bleifusz                           | Corre-La Licorne           |     |
| Ausgefallen     |       |    |                                     |                                           |                            |     |
| 18              | 2.0   | 16 | Automobiles Georges Irat            | Monier Amedée Rossi                       | Georges-Irat Type 4A Sport |     |
| 19              | 1.5   | 25 | Soc. Anon. Alfa Romeo               | Luigi Chinetti Raymond Sommer             | Alfa Romeo 6C 1500 SS      |     |
| 20              | 3.0   | 10 |                                     | Georges Bouriano Cordoba                  | Bugatti T30                |     |
| 21              | 3.0   | 14 | Automobiles Bugatti                 | Joseph Reinartz Freddy Charlier           | Bugatti T43                |     |
| 21              | + 3.0 | 2  |                                     | Joseph Dubois Thoua                       | Auburn                     |     |
| 22              | 2.0   | 17 | Automobiles Georges Irat            | Telesphore Georges Abel Blin d'Orimont    | Georges-Irat Type 4A Sport |     |
| 23              | 1.1   |    | Bollack Netter et Cie               | Henri Billiet                             | BNC Type H Monza           |     |
| 24              | 3.0   | 12 | Automobiles Bugatti                 | Fernard Delzaert Nicolas Caerels          | Bugatti T43                |     |
| 25              | 2.0   | 20 |                                     | de Thier Raphaël Manso de Zuñiga          | Bugatti T30                |     |
| 26              | 1.1   | 30 | Bollack Netter et Cie               | Michel Doré Jean Treunet                  | BNC Type H Monza           |     |
| 27              | 1.1   | 35 | Automobiles Th. Schneider SA        | Lelaertz Stroeffer                        | Theophile Schneider        |     |
| 28              | 1.1   | 27 |                                     | Janne Derihorn                            | Amilcar                    |     |
| 29              | 1.1   | 28 |                                     | Marcel Rouleau Roger Rouleau              | Amilcar                    |     |
| 30              | 1.1   | 29 |                                     | Legat Huterland                           | Amilcar                    |     |

### Nur in der Meldeliste
Hier finden sich Teams, Fahrer und Fahrzeuge, die ursprünglich für das Rennen gemeldet waren, aber aus den unterschiedlichsten Gründen daran nicht teilnahmen.
| Pos. | Klasse | Nr. | Team | Fahrer     | Chassis           |
| ---- | ------ | --- | ---- | ---------- | ----------------- |
| 31   |        |     |      |            | Studebaker        |
| 32   | 3.0    |     |      | Tim Birkin | Bentley           |
| 33   | 3.0    |     |      |            | Lorraine-Dietrich |

### Klassensieger
| Klasse | Fahrer              | Fahrer           | Fahrzeug                   | Platzierung im Gesamtklassement |
| ------ | ------------------- | ---------------- | -------------------------- | ------------------------------- |
| + 3.0  | Cyril de Vère       | Marcel Mongin    | Chrysler 72 Six            | Rang 2                          |
| 3.0    | Franz Gouvion       | Conde Legrelle   | Lancia Lambda              | Rang 5                          |
| 2.0    | Émile Burie         | Maurice Rost     | Georges-Irat Type 4A Sport | Rang 4                          |
| 1.5    | Boris Iwanowski     | Attilio Marinoni | Alfa Romeo 6C 1500 SS      | Gesamtsieg                      |
| 1.1    | Arthur Duray        | Roger Delano     | Ariés CC4                  | Rang 8                          |
| 750    | Frédéric Théllusson |                  | Sénéchal                   | Rang 15                         |

### Renndaten
- Gemeldet: 33
- Gestartet: 30
- Gewertet: 15
- Rennklassen: 6
- Zuschauer: unbekannt
- Wetter am Renntag: trocken und warm
- Streckenlänge: 14,914 km
- Fahrzeit des Siegerteams: 24:00:00.000 Stunden
- Gesamtrunden des Siegerteams: 166
- Gesamtdistanz des Siegerteams: 2463,900 km
- Siegerschnitt: 102,600 km/h
- Pole Position: unbekannt
- Schnellste Rennrunde: Joseph Reinartz – Bugatti T43 (#1) = 122,455 km/h
- Rennserie: zählte zu keiner Rennserie